# Montebello (Kalifornia)
Montebello – miasto w Stanach Zjednoczonych, w stanie Kalifornia, w hrabstwie Los Angeles.